# Kornerup Kirke
Kornerup Kirke er en dansk folkekirke, der ligger i landsbyen Kornerup 6 km vest for Roskilde. Den er en af Danmarks mindste kirker - med et areal på blot 135 kvadratmeter.[kilde mangler]
Kirken er oprindelig opført omkring 1200 og er senere blevet forsynet med våbenhus og sakristi. Det karakteristiske røde træbeklædte klokkespir går antageligt tilbage til 1600-tallet, men er fornyet flere gange siden.
Menighedsrådet for Kornerup Kirke er også menighedsråd for Gevninge Kirke, ligesom de to kirker deler præst.

## Eksterne kilder
- Wikimedia Commons har flere filer relateret til Kornerup Kirke
- Gevninge og Kornerup Kirker
- Lex.dk
- Danmarks Kirker
- Kornerup Kirke på Danskefilm.dk